# 小作制度
小作制度（こさくせいど）とは、生産手段としての土地を所有しない小作人が、その土地の所有者や占有者から土地の耕作権を得て農作物の生産に従事する制度。小作制度は土地の性格あるいは所有権や占有権の性格の差異によって多様な様相をもつ。

## 分類

### 直接小作と間接小作
小作制度のうち小作人が直接地主に対して小作料を支払う場合を直接小作といい、地主と小作人との間に第三者（中間の小作人やブローカー）が介在する場合を間接小作という。
間接小作は、又小作、仲小作、鍬先小作、底地小作などと呼ばれることもある。

### 定額小作と不定額小作
小作制度は小作料を納入する額の観点から定額小作と不定額小作に分けられる。
定額小作には年期小作（普通小作）、永小作、又小作が属する。また、不定額小作には分益小作（刈分小作）が属する。
定額小作
年期小作（普通小作）には小作契約期間があるが、永小作には小作契約期間がない。又小作は間接小作に属する。
不定額小作
不定額小作に属する分益小作では一定の刈分標準をもとに豊作か凶作かによって小作料が変動する。

## 歴史

### 日本
小作料その他のことで小作人と地主との間では小作争議が起こり、第一次世界大戦後の経済恐慌をきっかけに激増する。争議件数は大正末期に一時減少、昭和恐慌のころからふたたび増加したが、戦時体制の中で衰退した。小作争議への対処として、1924年に小作調停法が公布、施行された。これは、小作争議の当事者の申立てにより裁判所が調停をおこなう制度であり、調停が成立しさらに裁判所が認可した場合には、調停条項の不履行に対しては強制執行が行うものだった（1951年、民事調停法の成立により廃止）。